# Ernest Blanquin
Ernest Casimir Blanquin, né Ernest Casimir Dosité Fournier à Paris (ancien 12e arrondissement) le 4 mars 1841 et mort au Perreux-sur-Marne le 12 mai 1891, est un compositeur français.

## Biographie
On sait peu chose sur Ernest Blanquin sinon qu'il fut pianiste, chef de musique - notamment de l'Harmonie la Gauloise à Belleville dans le 10e arrondissement - éditeur de musique (Blanquin et Cie, rue du Faubourg-du-Temple) et gérant du Bulletin officiel des sociétés musicales, quai de Valmy. On lui doit des danses, des marches, des valses, des polkas pour piano, ainsi que de la musique pour chansons.

## Œuvres
- 1863 : L'Enfantine, petite valse très facile pour piano
- 1863 : Elle n'est plus !, musique du vaudeville en 1 acte d'Émile Lefebvre
- 1865 : Promettre et tenir, chansonnette, paroles d'Henri Currat
- 1873 : La Vosgienne, chanson patriotique, paroles et musique avec M. Harry
- 1877 : Blondin : N° 1 Marche du Héros, N° 2 Galop du Vélocipède, pour piano
- 1878 : Ah ! je l'ai vu !, chansonnette (sous le nom d'Ernest Fournier), paroles de Léon Maria
- 1879 : Succès de l'avenir, chanson avec accompagnement de piano, paroles d'E. Mijot
- 1881 : Fleurs de printemps, polka pour piano
- 1881 : Praskella, marche pour piano
- 1884 : Vélocipède, galop pour piano
- 1884 : Camille, polka, arrangement sur un air de Tac-Coen.